# Seui
Seui (sardisk: Seùi) er en by og en kommune (comune) i provinsen Sud Sardegna i regionen Sardinien i Italien. Byen ligger i 820 meters højde og har 1.291 indbyggere (2016). Kommunen har et areal på 148,21 km² og grænser til kommunerne Arzana, Escalaplano, Esterzili, Gairo, Perdasdefogu, Sadali, Seulo, Ulassai og Ussassai.